# خانه‌های بریم شماره ۲۱۱
خانه‌های بریم شماره ۲۱۱ مربوط به دوره پهلوی دوم است و در شهرستان آبادان، بخش مرکزی، منطقه مسکونی بریم، پلاک ۲۱۱ واقع شده و این اثر در تاریخ ۶ اسفند ۱۳۸۵ با شمارهٔ ثبت ۱۷۴۰۰ به‌عنوان یکی از آثار ملی ایران به ثبت رسیده است.